# London School of Medicine for Women

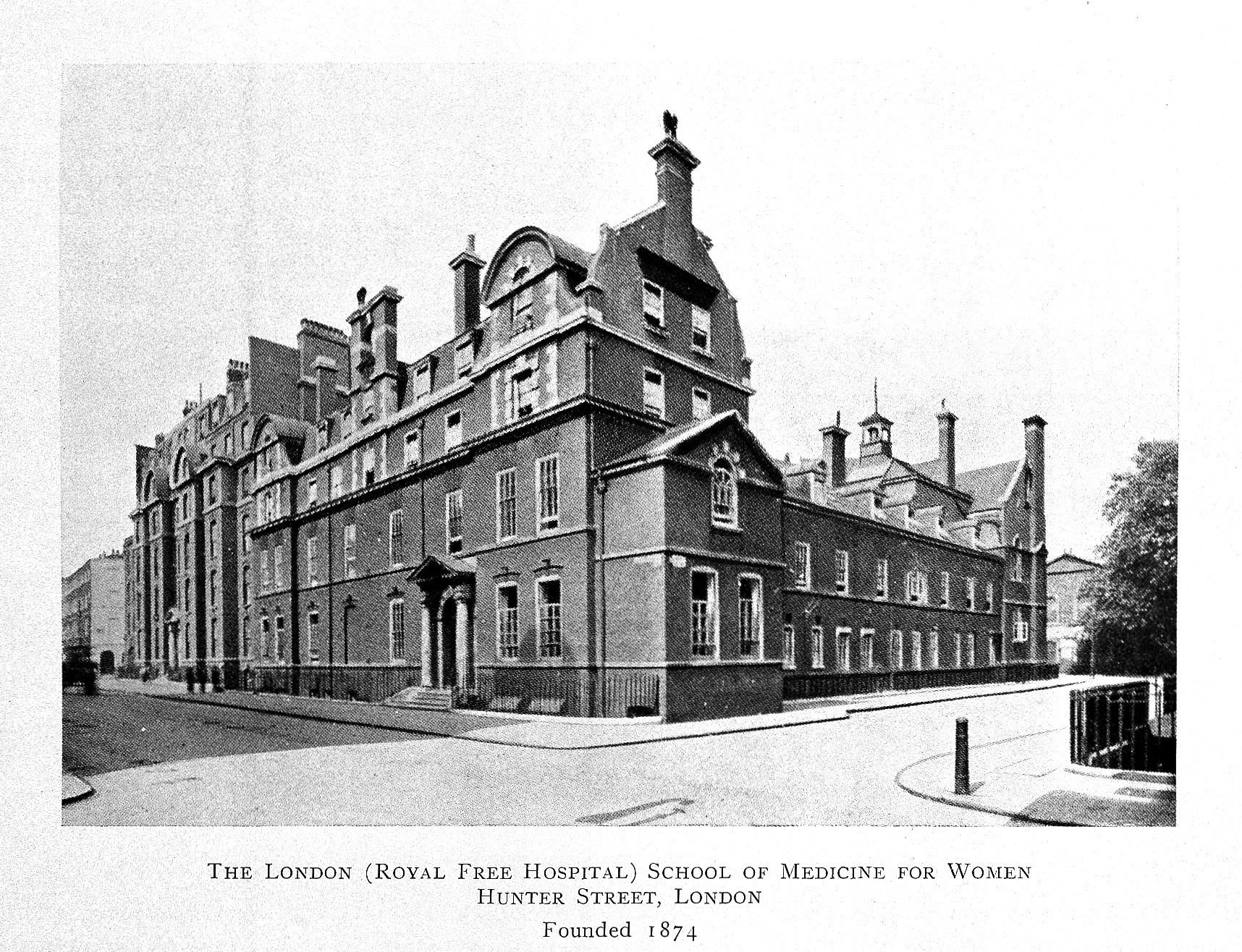
Royal Free Hospital – School of Medicine for Women, Hunter Street.

London School of Medicine for Women (LSMW) var en medicinsk högskola i London i Storbritannien, grundad 1874. Det var den första brittiska  medicinska högskola som erbjöd utbildning till kvinnor att läsa medicin.
Den grundades av Sophia Jex-Blake, Elizabeth Garrett Anderson, Emily Blackwell, Elizabeth Blackwell och Thomas Henry Huxley. 
Ett stort antal berömda medicinare var studenter vid LSMW. 
Skolan förenades 1998 med University College Hospital Medical School och bildade Royal Free and University College Medical School.  